# Pablo Yáñez González
Pablo Yáñez González (Valladolid, 2 de noviembre de 1989) es un político español. Fue diputado en las Cortes Generales durante la xi legislatura por Ciudadanos-Partido de la Ciudadanía. Pablo Yáñez presentó su renuncia como Secretario de Comunicación de Ciudadanos Castilla y León el 11 de marzo de 2019 al conocerse que la mayoría de los militantes no compartían su apuesta por la candidata Silvia Clemente en las primarias de Ciudadanos Castilla y León.  Actualmente trabaja como asesor de comunicación en el sector privado.

## Biografía
Nacido en 1989, Yáñez cuenta con estudios en Comunicación Pública que le han permitido contar con experiencia en el sector privado, creando en 2011 su propia empresa de consultoría política y de dirección de campañas de bajo coste. Tras su experiencia en Ciudadanos-Partido de la Ciudadanía como responsable de comunicación, continúa su andadura en el sector privado

## Carrera política
La vinculación de Yáñez con Ciudadanos-Partido de la Ciudadanía se remonta, prácticamente, a la fundación del partido en Cataluña. Se afilió a la formación en 2008, poco después de una visita de Albert Rivera a Valladolid durante la cual recibió en su casa de la localidad catalana de La Garriga una amenaza de muerte.
En 2008, Yáñez se convirtió en el coordinador del partido en Valladolid y concurrió como candidato al Senado por la provincia en las elecciones generales de dicho año, sin que el partido obtuviera representación.
Un año después, en 2009, cuando Ciudadanos concurrió a las elecciones europeas, Yáñez formó parte del comité de campaña.
En 2015, Yáñez fue candidato en dos ocasiones: ocupando el número 3 en la lista del partido de Albert Rivera por Valladolid a las Cortes de Castilla y León en mayo; y como candidato por Salamanca al Congreso de los Diputados en diciembre, resultado elegido diputado tras los comicios a Cortes Generales.
Durante la brevísima legislatura, Yáñez ejerció de portavoz adjunto en las comisiones de Asuntos Exteriores y Cultura, de vocal en la comisión de Reglamento y fue elegido secretario primero de la comisión de Cooperación Internacional para el Desarrollo.
Concurrió de nuevo como candidato de Ciudadanos por su provincia a las Elecciones Generales del 26 de junio de 2016 pero no logró revalidar el escaño.
Además, fue responsable de Comunicación a nivel nacional, participando en la campaña de Ciudadanos en Andalucía en el año 2018, que llevó a un espectacular resultado del partido consiguiendo 21 escaños y un 18% de los votos.
Durante las elecciones primarias de Ciudadanos Castilla y León de 2019, se generó una controversia sobre unos supuestos votos digitales falsos que dieron una invalidada victoria a Silvia Clemente. La Fiscalía archivó la causa al no encontrar indicios bastantes de infracción penal.
Pablo Yáñez presentó su renuncia como Secretario de Comunicación de Ciudadanos Castilla y León el 11 de marzo de 2019 al conocerse que la mayoría de los militantes no compartían su apuesta por la candidata Silvia Clemente en las primarias de Ciudadanos Castilla y León.